# Eleague Major: Boston 2018
Das Eleague Major Boston 2018 war das zwölfte Major-Turnier in der E-Sports-Disziplin Counter-Strike: Global Offensive und fand vom 12. bis zum 28. Januar 2018 in Atlanta und Boston statt. Es war nach der MLG Columbus 2016 und der ELEAGUE Atlanta 2017 das dritte Major-Turnier in den Vereinigten Staaten. Mit Cloud 9 gewann erstmals ein US-amerikanisches Team ein Major-Turnier.

## Qualifikation
Acht Teams konnten sich über Qualifikationsturniere für das Major qualifizieren. Mit der Bekanntgabe des Majors wurden auch vier Minor-Turniere bekannt gegeben. Die Finalisten der Minor-Turniere der Regionen Amerikan, GUS und Europa sowie der Gewinner und der Drittplatzierte des Asia-Minors qualifizierten sich für die Vorrunde des Majors. Das chinesische Team TyLoo erhielt keine Einreiseerlaubnis.
| Name                 | Asian Minor Championship - Boston                                       | CIS Minor Championship - Boston          | Americas Minor Championship - Boston                               | European Minor Championship - Boston                   |
| -------------------- | ----------------------------------------------------------------------- | ---------------------------------------- | ------------------------------------------------------------------ | ------------------------------------------------------ |
| Zeit und Ort         | 26. bis 29. Oktober 2017 in Seoul                                       | 26. bis 29. Oktober 2017 in Bukarest     | 2. bis 5. November 2017 in Toronto                                 | 2. bis 5. November 2017 in Bukarest                    |
| Sieger (Preisgeld)   | Renegades (30.000 $)                                                    | AVANGAR (30.000 $)                       | Team Liquid (30.000 $)                                             | Space Soldiers (30.000 $)                              |
| Finalist (Preisgeld) | TyLoo (15.000 $)                                                        | Quantum Bellator Fire (15.000 $)         | Misfits (15.000 $)                                                 | Team EnVyUs (15.000 $)                                 |
| 3. Platz (Preisgeld) | Flash Gaming (5.000 $)                                                  | Team Spirit (5.000 $)                    | Counter Logic Gaming (5.000 $)                                     | OpTic Gaming (5.000 $)                                 |
| weitere Teilnehmer   | B.O.O.T-dream[S]cape Kings Gaming Club MVP PK Tainted Minds The MongolZ | forZe Nemiga Gaming NOTBAD pro100 Tengri | compLexity FRENCH CANADIANS Luminosity Gaming NRG Esports Team One | AGO Gaming eXtatus Godsent Pride Gaming Windigo Gaming |

## Lineups der Teams
| Plätze 1 - 8 des PGL Major: Kraków 2017  | Plätze 1 - 8 des PGL Major: Kraków 2017 | Plätze 1 - 8 des PGL Major: Kraków 2017 | Plätze 1 - 8 des PGL Major: Kraków 2017 |
| 100 Thieves 1                            | Astralis                                | BIG                                     | fnatic                                  |
| ---------------------------------------- | --------------------------------------- | --------------------------------------- | --------------------------------------- |
| Vito „kNgV-“ Giuseppe                    | Andreas „Xyp9x“ Højsleth                | Kevin „keev“ Bartholomäus               | Freddy „KRiMZ“ Johansson                |
| Lincoln „fnx“ Lau                        | Markus „Kjaerbye“ Kjærbye               | Fatih „gob b“ Dayik                     | Jonas „Lekr0“ Olofsson                  |
| Bruno „bit“ Lima                         | Peter „dupreeh“ Rasmussen               | Johannes „nex“ Maget                    | Robin „flusha“ Rönnquist                |
| Henrique „HEN1“ Teles                    | Nicolai „dev1ce“ Reedtz                 | Nikola „LEGIJA“ Ninic                   | Maikil „Golden“ Selim                   |
| Lucas „LUCAS1“ Teles                     | Lukas „gla1ve“ Rossander                | Johannes „tabseN“ Wodarz                | Jesper „JW“ Wecksell                    |
| Gambit Gaming                            | North                                   | SK Gaming                               | Virtus.pro                              |
| Bektijar „fitch“ Bachytow                | Valdemar „valde“ Vangså                 | Fernando „fer“ Alvarenga                | Paweł „byali“ Bieliński                 |
| Abai „HObbit“ Chassenow                  | Philip „aizy“ Aistrup                   | Marcelo „coldzera“ David                | Jarosław „pasha“ Jarząbkowski           |
| Däuren „AdreN“ Qystaubajew               | René „cajunb“ Borg                      | Tacio „TACO“ Filho                      | Filip „Neo“ Kubski                      |
| Michail „Dosia“ Stoljarow                | Mathias „MSL“ Lauridsen                 | Gabriel „FalleN“ Toledo                 | Janusz „Snax“ Pogorzelski               |
| Rustem „mou“ Telepow                     | Kristian „k0nfig“ Wienecke              | João „felps“ Vasconcellos               | Wiktor „TaZ“ Wojtas                     |
| Plätze 9 - 16 des PGL Major: Kraków 2017 |                                         |                                         |                                         |
| Cloud 9                                  | FaZe Clan                               | FlipSid3 Tactics                        | G2 Esports                              |
| Tarik „tarik“ Celik                      | Finn „Karrigan“ Andersen                | Andrij „B1ad3“ Horodenskyj              | Dan „apEX“ Madesclaire                  |
| Tyler „Skadoodle“ Latham                 | Olof „olofmeister“ Kajbjer              | Georgi „WorldEdit“ Jaskin               | Richard „shox“ Papillon                 |
| Timothy „autimatic“ Ta                   | Nikola „NiKo“ Kovač                     | Denis „seized“ Kostin                   | Alexandre „bodyy“ Pianaro               |
| Will „RUSH“ Wierzba                      | Ladislav „GuardiaN“ Kovács              | Jehor „markeloff“ Markelow              | Nathan „NBK“ Schmitt                    |
| Jake „Stewie2k“ Yip                      | Håvard „rain“ Nygaard                   | Jan „wayLander“ Rahkonen                | Kenny „kennyS“ Schrub                   |
| mousesports                              | Natus Vincere                           | Sprout                                  | Vega Squadron                           |
| Chris „chrisJ“ de Jong                   | Oleksandr „s1mple“ Kostyljew            | Kevin „kRYSTAL“ Amend                   | Nikolai „mir“ Bitjukow                  |
| Miikka „suNny“ Kemppi                    | Denis „electronic“ Scharipow            | Denis „denis“ Howell                    | Pawel „hutji“ Laschkow                  |
| Robin „ropz“ Kool                        | Ioann „Edward“ Sucharjew                | Jesse „zehN“ Linjala                    | Sergei „keshandr“ Nikischin             |
| Tomáš „oskar“ Šťastný                    | Danylo „Zeus“ Teslenko                  | Paweł „innocent“ Mocek                  | Dmytryj „jR“ Tscherwjak                 |
| Martin „STYKO“ Styk                      | Jegor „flamie“ Wassiljew                | Timo „Spiidi“ Richter                   | Leonid „chopper“ Wischnjakow            |
| Minor-Qualifikanten                      |                                         |                                         |                                         |
| AVANGAR                                  | Flash Gaming                            | Misfits                                 | Quantum Bellator Fire                   |
| Ali „jame“ Dschami                       | Bai „LOVEYY“ Kunhua                     | François „AmaNEk“ Delauney              | Saweli „jmqa“ Bragin                    |
| Alexei „Qikert“ Golubew                  | Cai „Summer“ Yulun                      | David „devoduvek“ Dobrosavljevic        | Aurimas „Kvik“ Kvakšys                  |
| Dmitri „dimasick“ Matwijenko             | Andrew „kaze“ Khong                     | Sean „seangares“ Gares                  | Nikita „waterfaLLZ“ Matwejew            |
| Timur „buster“ Tulepow                   | Sheng „Attacker“ Yuanzhang              | Shahzeeb „ShahZaM“ Khan                 | Kirill „Boombl4“ Michailow              |
| Ajdyn „KrizzeN“ Turlybekow               | Su „Karsa“ Qifang                       | Hunter „SicK“ Mims                      | Grigori „Balblna“ Oleinik               |
| Renegades                                | Space Soldiers                          | Team EnVyUs                             | Team Liquid                             |
| Noah „Nifty“ Francis                     | Buğra „Calyx“ Arkın                     | Adil „ScreaM“ Benrlitom                 | Nicholas „nitr0“ Cannella               |
| Keith „NAF“ Markovic                     | İsmailcan „XANTARES“ Dörtkardeş         | Alexandre „xms“ Forté                   | Russel „Twistzz“ Van Dulken             |
| Karlo „USTILO“ Pivac                     | Ahmet „paz“ Karahoca                    | Cédric „RpK“ Guipouy                    | Jonathan „EliGE“ Jablonowski            |
| Justin „jks“ Savage                      | Engin „ngiN“ Kor                        | Vincent „Happy“ Schopenhauer            | Josh „jdm64“ Marzano                    |
| Aaron „AZR“ Ward                         | Engin „MAJ3R“ Kupeli                    | Christophe „SIXER“ Xia                  | Wilton „zews“ Prado                     |

## Challengers Stage
Unter dem Namen Challengers Stage wurde erstmals eine Vorrunde für das Major ausgetragen, welche die 9 verbleibenden Teilnehmer der nächsten Runde bestimmte. Die Challengers Stage ersetzte das Offline-Qualifier der vorherigen Majors. Sie fand vom 12. bis zum 15. Januar 2018 in Atlanta statt. Es wurde im Schweizer System gespielt. Teams mit drei Siegen erreichten die nächste Runde, Teams mit drei Niederlagen in den ersten vier Runden schieden aus. Nach dem Rückzug von 100 Thieves spielten die Teams mit Niederlage in Runde fünf einen neunten Spot für die Legend Stage aus.

### Teilnehmer
- FaZe Clan (Teilnehmer PGL Major 2017)
- Natus Vincere (Teilnehmer PGL Major 2017)
- mousesports (Teilnehmer PGL Major 2017)
- Sprout 1 (Teilnehmer PGL Major 2017)
- G2 Esports (Teilnehmer PGL Major 2017)
- Cloud 9 (Teilnehmer PGL Major 2017)
- Vega Squadron (Teilnehmer PGL Major 2017)
- FlipSid3 Tactics (Teilnehmer PGL Major 2017)
- Renegades (Gewinner Asia Minor)
- Flash Gaming (Dritter Asia Minor) 2
- AVANGAR (Gewinner CIS Minor)
- Quantum Bellator Fire (Finalist CIS Minor)
- Space Soldiers (Gewinner Europe Minor)
- Team EnVyUs (Finalist Europe Minor)
- Team Liquid (Gewinner Americas Minor)
- Misfits (Finalist Americas Minor)

### Runde 1
|                  | Ergebnis |                       | S-N |
| ---------------- | -------- | --------------------- | --- |
| Vega Squadron    | 16:14    | Renegades             | 0-0 |
| mousesports      | 16:12    | AVANGAR               | 0-0 |
| FaZe Clan        | 16:14    | Team Liquid           | 0-0 |
| FlipSid3 Tactics | 04:16    | Misfits               | 0-0 |
| Sprout           | 16:11    | Space Soldiers        | 0-0 |
| Natus Vincere    | 16:08    | Quantum Bellator Fire | 0-0 |
| G2 Esports       | 16:11    | Flash Gaming          | 0-0 |
| Cloud 9          | 16:11    | Team EnVyUs           | 0-0 |

#### Runde 2
|                  | Ergebnis |                       | S-N |
| ---------------- | -------- | --------------------- | --- |
| mousesports      | 16:02    | Natus Vincere         | 1-0 |
| Sprout           | 05:16    | Cloud 9               | 1-0 |
| FaZe Clan        | 06:16    | Vega Squadron         | 1-0 |
| Misfits          | 05:16    | G2 Esports            | 1-0 |
| FlipSid3 Tactics | 10:16    | Team Liquid           | 0-1 |
| Space Soldiers   | 16:09    | AVANGAR               | 0-1 |
| Team EnVyUs      | 06:16    | Renegades             | 0-1 |
| Flash Gaming     | 13:16    | Quantum Bellator Fire | 0-1 |

#### Runde 3
|                       | Ergebnis |                | S-N |
| --------------------- | -------- | -------------- | --- |
| Vega Squadron         | 16:19    | G2 Esports     | 2-0 |
| mousesports           | 05:16    | Cloud 9        | 2-0 |
| Quantum Bellator Fire | 06:16    | FaZe Clan      | 1-1 |
| Misfits               | 13:16    | Space Soldiers | 1-1 |
| Sprout                | 03:16    | Natus Vincere  | 1-1 |
| Renegades             | 14:16    | Team Liquid    | 1-1 |
| Flash Gaming          | 13:16    | Team EnVyUs    | 0-2 |
| FlipSid3 Tactics      | 07:16    | AVANGAR        | 0-2 |

#### Runde 4
|                       | Ergebnis |                | S-N |
| --------------------- | -------- | -------------- | --- |
| Vega Squadron         | 16:14    | Team Liquid    | 2-1 |
| mousesports           | 17:19    | Space Soldiers | 2-1 |
| FaZe Clan             | 16:04    | Natus Vincere  | 2-1 |
| Quantum Bellator Fire | 16:12    | Team EnVyUs    | 1-2 |
| Misfits               | 13:16    | AVANGAR        | 1-2 |
| Sprout                | 10:16    | Renegades      | 1-2 |

#### Runde 5
|                       | Ergebnis |               | S-N |
| --------------------- | -------- | ------------- | --- |
| Quantum Bellator Fire | 16:06    | AVANGAR       | 2-2 |
| Team Liquid           | 05:16    | Natus Vincere | 2-2 |
| mousesports           | 16:04    | Renegades     | 2-2 |

#### Ersatz für 100 Thieves
Nachdem 100 Thieves nicht am Turnier teilnehmen konnte, spielten die Teams mit zwei Siegen den verbleibenden 16. Platz für die Legend Stage aus. Dabei gewann AVANGAR zunächst gegen die Renegades mit 16:10 auf Mirage. Anschließend verlor das Team mit 15:19 gegen Team Liquid, welche sich für die nächste Runde qualifizierten.

## Legends Stage
Die Legend Stage ersetzte die Gruppenphase der vorherigen Majors. Weiterhin nahmen 16 Teams an dieser Stage teil. Acht Teams waren durch ihre Platzierung unter den ersten Acht beim letzten Major PGL Kraków 2017 bereits qualifiziert. Weitere acht konnten sich über die vorherige Challengers Stage qualifizieren.
- Gambit Gaming (Gewinner PGL Major 2017)
- Astralis (Halbfinalist PGL Major 2017)
- Virtus.pro (Halbfinalist PGL Major 2017)
- fnatic (Viertelfinalist PGL Major 2017)
- SK Gaming (Viertelfinalist PGL Major 2017)
- BIG (Viertelfinalist PGL Major 2017)
- North (Viertelfinalist PGL Major 2017)
- G2 Esports (1.–2. Platz Challenger Stage)
- Cloud 9 (1.–2. Platz Challenger Stage)
- Vega Squadron (3.–5. Platz Challenger Stage)
- FaZe Clan (3.–5. Platz Challenger Stage)
- Space Soldiers (3.–5. Platz Challenger Stage)
- mousesports (6.–8. Platz Challenger Stage)
- Natus Vincere (6.–8. Platz Challenger Stage)
- Quantum Bellator Fire (6.–8. Platz Challenger Stage)
- Team Liquid (9. Platz Challenger Stage) 1

### Übersicht
| #   | Team                  | Matches | Runden  | Rundendiff. | Runde 1          | Runde 2          | Runde 3          | Runde 4         | Runde 5       |
| --- | --------------------- | ------- | ------- | ----------- | ---------------- | ---------------- | ---------------- | --------------- | ------------- |
| 1.  | G2 Esports            | 3 - 0   | 48 - 20 | +28         | 16 - 08 C9       | 16 - 08 Liquid   | 16 - 04 QBF      | Playoffs        | Playoffs      |
| 2.  | FaZe Clan             | 3 - 0   | 48 - 23 | +25         | 16 - 08 fnatic   | 16 - 03 Vega     | 16 - 12 SK       | Playoffs        | Playoffs      |
| 3.  | Natus Vincere         | 3 - 1   | 53 - 33 | +20         | 05 - 16 Gambit   | 16 - 01 BIG      | 16 - 09 Liquid   | 16 - 7 fnatic   | Playoffs      |
| 4.  | SK Gaming             | 3 - 1   | 60 - 51 | +9          | 16 - 13 SS       | 16 - 12 mouz     | 12 - 16 FaZe     | 16 - 10 Gambit  | Playoffs      |
| 5.  | Quantum Bellator Fire | 3 - 1   | 55 - 49 | +6          | 16 - 03 VP       | 19 - 16 Gambit   | 04 - 16 G2       | 16 - 14 mouz    | Playoffs      |
| 6.  | mousesports           | 3 - 2   | 74 - 50 | +24         | 16 - 02 Astralis | 12 - 16 SK       | 16 - 03 Vega     | 14 - 16 QBF     | 16 - 13 SS    |
| 7.  | Cloud 9               | 3 - 2   | 69 - 49 | +20         | 08 - 16 G2       | 13 - 16 SS       | 16 - 07 VP       | 16 - 6 Astralis | 16 - 4 Vega   |
| 8.  | fnatic                | 3 - 2   | 63 - 48 | +10         | 08 - 16 FaZe     | 16 - 06 VP       | 16 - 08 Astralis | 7 - 16 Na'Vi    | 16 - 7 Gambit |
| 9.  | Space Soldiers        | 2 - 3   | 71 - 69 | +2          | 13 - 16 SK       | 16 - 13 C9       | 13 - 16 Gambit   | 16 - 8 BIG      | 13 - 16 mouz  |
| 10. | Gambit Gaming         | 2 - 3   | 60 - 69 | −9          | 16 - 05 Na'Vi    | 16 - 19 QBF      | 16 - 13 SS       | 10 - 16 SK      | 7 - 16 fnatic |
| 11. | Vega Squadron         | 2 - 3   | 42 - 70 | -28         | 16 - 10 North    | 03 - 16 FaZe     | 03 - 16 mouz     | 16 - 12 Liquid  | 4 - 16 C9     |
| 12. | Team Liquid           | 1 - 3   | 45 - 53 | -8          | 16 - 05 BIG      | 08 - 16 G2       | 09 - 16 Na'Vi    | 12 - 16 Vega    | ausgeschieden |
| 13. | Astralis              | 1 - 3   | 32 - 62 | -30         | 02 - 16 mouz     | 16 - 14 North    | 08 - 16 fnatic   | 6 - 16 C9       | ausgeschieden |
| 14. | BIG                   | 1 - 3   | 30 - 60 | -30         | 05 - 16 Liquid   | 01 - 16 Na'Vi    | 16 - 12 North    | 8 - 16 SS       | ausgeschieden |
| 15. | North                 | 0 - 3   | 36 - 48 | -12         | 10 - 16 Vega     | 14 - 16 Astralis | 12 - 16 BIG      | ausgeschieden   | ausgeschieden |
| 16. | Virtus.pro            | 0 - 3   | 16 - 48 | -32         | 03 - 16 QBF      | 06 - 16 fnatic   | 07 - 16 C9       | ausgeschieden   | ausgeschieden |

### Runde 1
|               | Ergebnis |                       | S-N |
| ------------- | -------- | --------------------- | --- |
| North         | 10:16    | Vega Squadron         | 0-0 |
| Virtus.pro    | 03:16    | Quantum Bellator Fire | 0-0 |
| BIG           | 05:16    | Team Liquid           | 0-0 |
| fnatic        | 08:16    | FaZe Clan             | 0-0 |
| Astralis      | 02:16    | mousesports           | 0-0 |
| Cloud 9       | 08:16    | G2 Esports            | 0-0 |
| Gambit Gaming | 16:05    | Natus Vincere         | 0-0 |
| SK Gaming     | 16:13    | Space Soldiers        | 0-0 |

### Runde 2
|                       | Ergebnis |               | S-N |
| --------------------- | -------- | ------------- | --- |
| Quantum Bellator Fire | 19:16    | Gambit Gaming | 1-0 |
| FaZe Clan             | 16:03    | Vega Squadron | 1-0 |
| G2 Esports            | 16:08    | Team Liquid   | 1-0 |
| SK Gaming             | 16:12    | mousesports   | 1-0 |
| Space Soldiers        | 16:13    | Cloud 9       | 0-1 |
| Virtus.pro            | 06:16    | fnatic        | 0-1 |
| BIG                   | 01:16    | Natus Vincere | 0-1 |
| Astralis              | 16:14    | North         | 0-1 |

### Runde 3
|                       | Ergebnis |               | S-N |
| --------------------- | -------- | ------------- | --- |
| Quantum Bellator Fire | 04:16    | G2 Esports    | 2-0 |
| SK Gaming             | 12:16    | FaZe Clan     | 2-0 |
| Space Soldiers        | 13:16    | Gambit Gaming | 1-1 |
| Team Liquid           | 09:16    | Natus Vincere | 1-1 |
| Vega Squadron         | 03:16    | mousesports   | 1-1 |
| fnatic                | 16:08    | Astralis      | 1-1 |
| BIG                   | 16:12    | North         | 0-2 |
| Virtus.pro            | 07:16    | Cloud 9       | 0-2 |

### Runde 4
|                       | Ergebnis |               | S-N |
| --------------------- | -------- | ------------- | --- |
| Quantum Bellator Fire | 16:14    | mousesports   | 2-1 |
| Gambit Gaming         | 10:16    | SK Gaming     | 2-1 |
| fnatic                | 07:16    | Natus Vincere | 2-1 |
| Space Soldiers        | 16:08    | BIG           | 1-2 |
| Astralis              | 06:16    | Cloud 9       | 1-2 |
| Team Liquid           | 12:16    | Vega Squadron | 1-2 |

### Runde 5
|                | Ergebnis |               | S-N |
| -------------- | -------- | ------------- | --- |
| Space Soldiers | 13:16    | mousesports   | 2-2 |
| Vega Squadron  | 04:16    | Cloud 9       | 2-2 |
| fnatic         | 16:02    | Gambit Gaming | 2-2 |

### Champions Stage
Die Playoffs wurden unter dem Namen Champions Stage vom 26. bis zum 28. Januar 2018 in Boston in der Agganis Arena ausgetragen. Sie wurden im K.-o.-System im Best-of-Three-Modus gespielt.
|  | Viertelfinale      | Viertelfinale      | Viertelfinale | Viertelfinale | Viertelfinale |                    |                   | Halbfinale | Halbfinale | Halbfinale | Halbfinale | Halbfinale |  |  | Finale | Finale | Finale | Finale | Finale |
|  |                    |                    |               |               |               |                    |                   |            |            |            |            |            |  |  |        |        |        |        |        |
|  | Europaische Union  | FaZe Clan          | 19            | 16            | -             |                    |                   |            |            |            |            |            |  |  |        |        |        |        |        |
|  | Europaische Union  | mousesports        | 16            | 9             | -             |                    |                   |            |            |            |            |            |  |  |        |        |        |        |        |
|  | Europaische Union  | mousesports        | 16            | 9             | -             | Europaische Union  | FaZe Clan         | 16         | 16         | -          |            |            |  |  |        |        |        |        |        |
|  |                    |                    |               |               |               | Europaische Union  | FaZe Clan         | 16         | 16         | -          |            |            |  |  |        |        |        |        |        |
|  |                    | Ukraine            | Natus Vincere | 9             | 7             | -                  |                   |            |            |            |            |            |  |  |        |        |        |        |        |
|  | Ukraine            | Ukraine            | Natus Vincere | 9             | 7             | -                  | Natus Vincere     | 16         | 16         | -          |            |            |  |  |        |        |        |        |        |
|  | Ukraine            |                    |               |               |               |                    | Natus Vincere     | 16         | 16         | -          |            |            |  |  |        |        |        |        |        |
|  | Russland           | QB Fire            | 4             | 7             | -             |                    |                   |            |            |            |            |            |  |  |        |        |        |        |        |
|  |                    |                    |               |               |               |                    | Europaische Union | FaZe Clan  | 16         | 10         | 19         |            |  |  |        |        |        |        |        |
|  |                    | Vereinigte Staaten | Cloud 9       | 14            | 16            | 22                 |                   |            |            |            |            |            |  |  |        |        |        |        |        |
|  | Frankreich         | G2 Esports         | 8             | 7             | -             |                    |                   |            |            |            |            |            |  |  |        |        |        |        |        |
|  | Vereinigte Staaten | Cloud 9            | 16            | 16            | -             |                    |                   |            |            |            |            |            |  |  |        |        |        |        |        |
|  | Vereinigte Staaten | Cloud 9            | 16            | 16            | -             | Vereinigte Staaten | Cloud 9           | 16         | 8          | 16         |            |            |  |  |        |        |        |        |        |
|  |                    |                    |               |               |               | Vereinigte Staaten | Cloud 9           | 16         | 8          | 16         |            |            |  |  |        |        |        |        |        |
|  |                    | Brasilien          | SK Gaming     | 3             | 16            | 9                  |                   |            |            |            |            |            |  |  |        |        |        |        |        |
|  | Brasilien          | Brasilien          | SK Gaming     | 3             | 16            | 9                  | SK Gaming         | 19         | 16         | 16         |            |            |  |  |        |        |        |        |        |
|  | Brasilien          |                    |               |               |               |                    | SK Gaming         | 19         | 16         | 16         |            |            |  |  |        |        |        |        |        |
|  | Schweden           | fnatic             | 22            | 14            | 12            |                    |                   |            |            |            |            |            |  |  |        |        |        |        |        |

## Preisgeldverteilung
| Platz    | Clan                                                                                 | Preisgeld (in US-Dollar) |
| -------- | ------------------------------------------------------------------------------------ | ------------------------ |
| 1.       | Cloud 9                                                                              | 500.000                  |
| 2.       | FaZe Clan                                                                            | 150.000                  |
| 3. – 4.  | Natus Vincere SK Gaming                                                              | 70.000                   |
| 5. – 8.  | fnatic G2 Esports mousesports Quantum Bellator Fire                                  | 35.000                   |
| 9. – 16. | Astralis BIG Gambit Gaming North Space Soldiers Team Liquid Vega Squadron Virtus.pro | 8.750                    |

## Übertragung
Alle Spiele der Qualifikation sowie der Endrunde wurden live auf Twitch und der Website des Veranstalters Eleague übertragen.

## Austragung
Die Challengers Stage sowie die Legends Stage wurden an den beiden Wochenenden vor den Playoffs in der Eleague-Arena in Atlanta ausgespielt. Die Playoffs selbst fanden vom 26. bis zum 28. Januar 2018 in der Agganis Arena in Boston statt.